# Cassins fiskaal
Cassins fiskaal (Laniarius sublacteus) is een zangvogel uit de familie Malaconotidae (bosklauwieren). De naam verwijst naar de Amerikaanse ornitholoog John Cassin die deze vogel in 1851 wetenschappelijk heeft beschreven.

## Verspreiding en leefgebied
Deze soort komt voor van zuidoostelijk Somalië tot noordoostelijk Tanzania en op Zanzibar.